# بيدير يونسن
بيدير يونسن (بالنرويجية البوكمول: Peder Johnsen)‏ هو سياسي نرويجي، ولد في 30 نوفمبر 1783، وتوفي في 10 يونيو 1836. انتخب عضو برلمان النرويج ‏.